# Felix Isenbügel
Felix Isenbügel (* 5. Mai 1986 in Berlin) ist ein deutscher Theater- und Fernseh-Schauspieler.

## Leben
Isenbügel wurde in Berlin-Zehlendorf geboren und wuchs in Fischerhude bei Bremen auf. Er nahm von 2001 bis 2003 Schauspielunterricht bei Erik Rossbander von der bremer shakespeare company. Im Anschluss studierte er von 2003 bis 2006 Schauspiel an der Schauspielschule Charlottenburg in Berlin. Nebenbei absolvierte Isenbügel ein Gesangsstudium und erhielt Unterricht in Sprecherziehung bei Bernd Kunstmann in Berlin.
2008 trat Isenbügel in dem Theaterstück Macht das Tor auf, einer Dramatisierung des Lebens von Michael Gartenschläger, auf und schrieb unter anderem große Teile des Theaterstückes. Außerdem übernahm er 2008 für eine Theater-Tournee des Theater des Ostens die Rolle des Adson von Melk in einer Bühnenfassung des Romans Der Name der Rose von Umberto Eco. 2009 ging er wieder mit dem Theater des Ostens auf Tournee, in der Rolle des Fenton in Shakespeares Komödie Die lustigen Weiber von Windsor. Des Weiteren war Isenbügel im November 2010 in der Rolle des Ismael in der Inszenierung Moby Dick beim Theater des Ostens zu sehen.
Isenbügel spielte zunächst in Werbespots und in einigen Kurzfilmen und Dokumentarfilmen, bevor erste Fernsehrollen hinzukamen. Isenbügel hatte unter anderem eine Episodenrolle in der Serie 112 – Sie retten dein Leben.
Ab Herbst 2008 spielte er im Nebencast die Rolle des Carsten Reimann in der RTL-Serie Gute Zeiten, schlechte Zeiten, ab August 2009 wurde Isenbügel von der Produktionsfirma Grundy UFA TV Produktions GmbH in den Hauptcast übernommen und spielte weiterhin die Rolle eines ehemaligen Ausbilders bei der Bundeswehr, der sich in die Soap-Rolle Leonard „Lenny“ Cöster verliebt. Im September 2010 stieg er mit diesem gemeinsam aus der Serie aus.
2009 spielte Isenbügel in einer Kinoverfilmung des Theaterstücks Kabale und Liebe von Friedrich Schiller die Rolle des jugendlichen Liebhabers Ferdinand.
Nach seinem Ausstieg im Juni 2010 bei Gute Zeiten, schlechte Zeiten produzierte Felix Isenbügel ein Hörspiel mit elektronischer Musik, faust-rausch. Er bearbeitete hierfür Goethes Faust. Isenbügel ist in der Rolle des Mephisto zu hören. Es erschien im November 2010 bei dem Verlag edition fux.
Seit 2011 gehört Isenbügel zum festen Ensemble des Berliner Kriminal Theaters. Er ist dort in den Produktionen Die Mausefalle, Der Name der Rose und Todesfalle (Premiere: September 2012) zu sehen.

## Filmografie (Auswahl)
- 2007: Love Kills (Kurzfilm)
- 2008: 112 – Sie retten dein Leben
- 2008–2010: Gute Zeiten – Schlechte Zeiten
- 2009: Kabale und Liebe unplugged (Kinofilm)
- 2018: Ninjago – Kirby Morrow – als Paleman ((auch Mr. Pale) 2. Stimme)
- 2018: Ninjago – Andrew Francis als Shadow ((2. Stimme) im Original Shade)